# Euphorbia razafinjohanyi
Euphorbia razafinjohanyi là một loài thực vật thuộc họ Euphorbiaceae. Đây là loài đặc hữu của Madagascar.